# Carlos Carrillo Smith
José Carlos Carrillo Smith (Callao, 24 de marzo de 1911-Lima,[cita requerida] 10 de agosto de 2002) fue un abogado peruano.

## Biografía
Hijo de Elías Carrillo Araujo y Julia Isabel Smith Kloke.
Realizó sus estudios escolares en el Colegio San José Maristas del Callao.
los universitarios en San Agustín de Arequipa y San Marcos de Lima
Estudió Derecho en la Universidad Nacional Mayor de San Marcos y en la Universidad Nacional de San Agustín.
Fue Relator Suplente de la Corte Suprema de Justicia.
De 1950 a 1958 fue secretario general del Jurado Nacional de Elecciones.
De 1990 a 1992 fue presidente de la Compañía Peruana de Teléfonos.

### Ministro de Gobierno
El 7 de abril de 1958 fue designado Ministro de Gobierno y Policía por el presidente Manuel Prado Ugarteche, 
En mayo de 1960, ocurrió un incidente entre grupos de estudiantes universitarios y la policía, el cual terminó con una fuerte represión por parte de esta. El diario El Comercio y los partidos de oposición, organizaron un mitin en la plaza San Martín pidiendo la renuncia del ministro de Gobierno. A las pocas semanas, Carrillo Smith dimitió.

### Senador
En las elecciones generales de 1963 fue elegido como senador por el Callao por la coalición APRA-UNO. 
Uno de sus proyectos de ley fue la creación de la Universidad Nacional Tecnológica del Callao, hoy Universidad Nacional del Callao.

### Candidatura presidencial
En las elecciones generales de 1980 postuló a la Presidencia de la República del Perú por la Unión Nacional Odriista, en la lista lo acompañaron como candidatos a vicepresidentes la ex primera dama María Delgado de Odría y Raúl Beraun Schreiber.